# 圣特雷莎-迪里瓦
圣特雷莎-迪里瓦（義大利語：Santa Teresa di Riva），是意大利西西里大区墨西拿廣域市的一个市镇。总面积8.13平方公里，人口9237人，人口密度1136.2人/平方公里（2009年）。ISTAT代码为083089。